# Ферма Кларксона
«Ферма Кларксона» (англ. Clarkson's Farm) — британский документальный сериал о Джереми Кларксоне и его ферме, расположенной в Котсуолд-Хилс. Первый сезон вышел в эфир 11 июня 2021 года на Amazon Prime Video. В июле 2021 года шоу было продлено на второй сезон, премьера которого состоялась 10 февраля 2023 года, а в октябре 2024 года — сериал продлили ещё на один сезон, премьера которого состоялась 3 мая 2024 года. В ноябре 2023 года Кларксон и Amazon подтвердили продление на четвёртый сезон.

## Сюжет
В 2008 году Джереми Кларксон купил около тысячи акров земли, включая ферму Кердл-Хилл, являющуюся частью поместья Сардсен, Оксфордшир. Поля фермы до своего выхода на пенсию в 2019 году обрабатывал местный житель Говард. После этого Джереми решил сам заняться фермерским хозяйством.

## В ролях

### Основной состав
- Джереми Кларксон — автомобильный журналист, телеведущий и писатель, прославившийся как ведущий Top Gear, а затем The Grand Tour. Переехав в Оксфордшир, он стал владельцем фермы, переименованной им в «Шаром покати» (в оригинале — Diddly Squat Farm).
- Лиза Хоган — актриса и девушка Джереми, которая помогает на ферме и управляет фермерским магазином.
- Чарли Айрленд — профессиональный агроном и земельный агент, который консультирует Кларксона по вопросам управления фермой. Он понимает все аспекты выращивания сельскохозяйственных культур, сложные детали государственного регулирования и финансовые последствия. Рэйчел Сиджи, писавшая для британской ежедневной газеты «i», описала его как «хронически благоразумного сторонника правил, который обладает способностью сообщать всё более плохие новости с вежливыми манерами приходского священника». Кларксон саркастически называет его «Весёлым Чарли».
- Калеб Купер — молодой фермер, родившийся в Чиппинг-Нортоне в 1998 году, которого Джереми нанял в качестве своего помощника. У него есть своя собственная ферма по соседству, также Калеб имел опыт работы на ферме Кларксона до того, как тот стал её владельцем. В основном он консультирует Джереми по техническим деталям использования сельскохозяйственного оборудования и помогает с многочисленными общими задачами. Он редко покидал деревню Чадлингтон и её окрестности, самое дальнее место, куда он регулярно ездит, — это Банбери, также он никогда не выезжал за границу. У него есть жена и двое детей.
- Джеральд Купер — «начальник службы безопасности» фермы и специалист по строительству и обслуживанию сухих каменных стен, которые образуют 40 миль границ фермы. Его разговоры с Кларксоном любезны, но часто непонятны из-за его сильного западно-британского акцента. Он помогает Кларксону собирать урожай зерна, чем занимается уже более пятидесяти лет. Он не имеет никакого отношения к Калебу, они лишь однофамильцы.
- Кевин Хариссон (1 сезон) — председатель Национальной ассоциации овцеводов[англ.], который консультирует Кларксона по покупке и последующему уходу за его стадом овец.
- Эллен Хеллиуэлл (1 сезон) — пастушка, которую Кларксон нанял пасти своё стадо овец, также в её обязанности входят ягнение и стрижка.
- Алан Таунсенд (2 сезон; эпизодически в 1 сезоне) — прораб, ответственный за строительство различных объектов на ферме, включая фермерский магазин, загоны для сельскохозяйственных животных и ресторан.
- Дилвин Эванс (2 сезон; эпизодически в 1 сезоне) — местный ветеринар, который помогает ухаживать за стадом овец на ферме, а затем и за коровами. Он выполняет различные задачи, в том числе проверяет животных на наличие болезней и помогает с рождением потомства.

### В эпизодах
- Джорджия Крейг — политический советник Национального союза фермеров Англии и Уэльса, которая консультирует Кларксона.
- Виктор Зайченко — украинский пчеловод, который продает Кларксону медоносных пчел и помогает управлять пасекой на ферме.
- Саймон Стронг (1 сезон) — сосед-фермер, который даёт в аренду Кларксону зерноуборочный комбайн.
- Тим и Кэти Коулз (2 сезон) — местные заводчики коров, которые продают Кларксону тёлок и коров на мясо, а затем дают ему в аренду быка.
- Пэдди и Стеф Борнс (2 сезон) — местные фермеры, специализирующиеся на птицеводстве, известные как «мистер и миссис Кэклбин», которые продают Кларксону кур, курятники и петухов.
- Эмма Ледбери (2 сезон) — местный фермер, потерявшая половину стада молочного скота из-за туберкулеза и снабжающая фермерский магазин Кларксона молочными продуктами.
- Пип Лейси (2 сезон) — профессиональный шеф-повар, нанятая для управления фермерским ресторан.

## Обзор сезонов
| Сезон | Серии | Серии | Даты показа     | Даты показа     |
| ----- | ----- | ----- | --------------- | --------------- |
| 1     | 8     | 8     | 11 июня 2021    | 11 июня 2021    |
| 2     | 8     | 8     | 10 февраля 2023 | 10 февраля 2023 |
| 3     | 8     | 4     | 3 мая 2024      | 3 мая 2024      |
| 3     | 8     | 4     | 10 мая 2024     | 10 мая 2024     |
| 4     | 8     | 4     | 23 мая 2025     | 23 мая 2025     |
| 4     | 8     | 2     | 30 мая 2025     | 30 мая 2025     |
| 4     | 8     | 2     | 6 июня 2025     | 6 июня 2025     |

## Список эпизодов

### Сезон 1 (2021)
| № | Название                          | Дата премьеры |
| --- | --------------------------------- | ------------- |
| 1 | «Tractoring» «Тракторные работы»  | 11 июня 2021  |
| Кларксон покупает технику, необходимую для фермерства – трактор, культиватор, сеялку и разное навесное оборудование. Он отказывается от традиционного Massey Ferguson, чтобы купить мощный Lamborghini R8.270, но обнаруживает, что тот слишком большой и сложный для того, чтобы легко его освоить. Джереми пытается вводить новшества в фермерские процессы, но Калеб ругает его за результаты — неровные борозды. Тем временем их график культивации и посадки нарушается проливным дождем.                          |                                   |               |
| 2 | «Sheeping» «Овцеводство»          | 11 июня 2021  |
| Ферма имеет 300 акров площади, которые отведены под земледелие. Схема субсидий DEFRA требует, чтобы эти луга косили ежегодно, и поэтому Кларксон решает завести стадо овец. Он покупает на аукционе 78 северных деревенских мулов и обнаруживает, что ими трудно управлять, даже с помощью электрического забора и лающего дрона. После проблем с хромотой и сложностями разведения своих баранов, Леонардо и Уэйна, Джереми нанимает Эллен пастухом на свою ферму.                                                     |                                   |               |
| 3 | «Shopping» «Шопинг»               | 11 июня 2021  |
| Кларксон открывает фермерский магазин для продажи сельскохозяйственной продукции. Одним из первых товаров оказывается картофель, который нужно очень быстро продать, иначе он сгниет. Джереми использует социальные сети для рекламы магазина, что приводит к большому количеству покупателей. |                                   |               |
| 4 | «Wilding» «Дикая природа»         | 11 июня 2021  |
| Кларксон решает предоставить часть своей фермы природе, называя этот процесс одичанием. Он использует экскаватор, чтобы вырыть пруд и сформировать заболоченное место, строит дамбу на соседнем ручье, чтобы получить воду для пруда и выпускает 250 особей коричневой форели. Также он устанавливает скворечники для сов и приобретает четыре пчелиных улья для продажи мёда в фермерском магазине и для опыления своего будущего урожая.                                                                              |                                   |               |
| 5 | «Pan (dem) icking» «Пан(ик)демия» | 11 июня 2021  |
| Пандемия COVID-19 обрушивается на страну. Сельскохозяйственные рабочие являются ключевыми работниками и могут продолжать работать. Начинается сезон окота овец, и Кларксон помогает в родах. Джереми решает сажать в поле овощи вместо ячменя, поскольку пабы закрыты, и он считает, что пиво, для производства которого используется ячмень, не будет продаваться в тех же количествах. Он снова открывает фермерский магазин, чтобы распродать оставшийся картофель, но покупателей мало.                             |                                   |               |
| 6 | «Melting» «Пекло»                 | 11 июня 2021  |
| Засуха в апреле – мае 2020 года влияет на урожай Кларксона. Он берет воду из ближайшего ручья, наполняя автозаправщик, буксируемый трактором Lamborghini, но этого оказывается недостаточно для его овощей. Он проводит виртуальную экскурсию по своей ферме для проверки «Red Tractor» для аккредитации на соответствие стандартам. 20 взрослых деревьев, которые он посадил, сбрасывают листву из-за засушливых условий. Овец стригут, но каждая овца приносит количество шерсти стоимостью менее 1 фунта стерлингов. |                                   |               |
| 7 | «Fluffing» «Прелюдия»             | 11 июня 2021  |
| Лиза снабжает фермерский магазин продуктами местного производства. Изначально в магазине не было ничего произведённого непосредственно на ферме, поэтому Кларксон извлекает мед из пчелиных ульев. Он собирает свои растения васаби и поручает Калебу продать их в лондонские рестораны; но тот терпит неудачу в этом начинании, а также получает штраф за нарушение правил парковки. Васаби отправляют в фермерский магазин, где он не продается и со временем гниет.                                                  |                                   |               |
| 8 | «Harvesting» «Сбор урожая»        | 11 июня 2021  |
| У Кларксона проблемы с логистикой, поскольку ячмень и рапс одновременно готовы к уборке. Ему удается нанять дополнительный комбайн, но затем возникают проблемы с хранением ячменя. Однако пшеница оказывается хорошего качества и продается на местной мельнице по хорошей цене. Из-за плохой погоды урожай принес на 90000 фунтов стерлингов меньше, чем в предыдущем году, таким образом прибыль Кларксона от фермерства за год составляет скудные 144 фунта стерлингов.                                             |                                   |               |

### Сезон 2 (2023)
| № | Название                         | Дата премьеры   |
| --- | -------------------------------- | --------------- |
| 1 | «Surviving» «Выживание»          | 10 февраля 2023 |
| Кларксон пытается диверсифицировать источники доходов своей фермы (которые составили всего 144 фунта стерлингов в предыдущем году), чтобы увеличить свою прибыль. Он решает, что его основным способом сделать это будет новое стадо коров, и сразу же покупает нескольких животных. Однако срок, через который они принесут деньги, и необходимость построить для них заграждения вызывают головную боль у Джереми и Чарли. Между тем, вдохновленный успехом фермерского магазина, Джереми загорается идеей открыть ресторан в заброшенной овчарне, чтобы подавать там собственную говядину и баранину, но сначала он должен покрыть расходы на переоборудование помещения и, главное, получить одобрение местного совета.                                                                                      |                                  |                 |
| 2 | «Cowering» «Корововодство»       | 10 февраля 2023 |
| Стадо коров Кларксона начинает обживаться на ферме, но дела тут же начинают идти наперекосяк. Коровам не нравятся заборы, и они быстро сбегают, а когда Кларксон пытается отнять телят от груди, они тоже вызывают хаос. Кроме того, новые курицы и петухи, привезенные для удобрения почвы, также оказываются трудны в обращении. |                                  |                 |
| 3 | «Schmoozing» «Подхалимаж»        | 10 февраля 2023 |
| Кларксон готов подать заявку в совет на открытие своего фермерского ресторана; он должен использовать мягкий подход и уважение к бюрократическим процедурам, чтобы поддерживать свои интересы на плаву. Джереми это, конечно, даётся нелегко, поэтому он должен быть осторожен. |                                  |                 |
| 4 | «Badgering» «Барсуковедение»     | 10 февраля 2023 |
| Чарли сообщает Джереми, что его коровы рискуют заразиться туберкулёзом крупного рогатого скота от барсуков на ферме. Он надеется решить проблему, убивая их, но ему сообщают, что в большинстве случаев это незаконно. Столкнувшись лицом к лицу с опасностью для своего стада, Кларксон должен надеяться на лучшее. |                                  |                 |
| 5 | «Council-ing» «Советование»      | 10 февраля 2023 |
| После нескольких недель томительного ожидания судный день для ресторана Кларксона наконец наступил. |                                  |                 |
| 6 | «Counselling» «Консультирование» | 10 февраля 2023 |
| В свете того, что совет отверг его идею с рестораном, Кларксон должен взять себя в руки и вернуться в нужное русло, если он надеется когда-нибудь получить прибыль на своей ферме. |                                  |                 |
| 7 | «Scheming» «Махинаторство»       | 10 февраля 2023 |
| Кларксон, чтобы всё же открыть свой ресторан, решает подойти к делу с другой стороны. Понимая, что оспаривание решения совета и получение законного разрешения будет слишком дорогим и трудоёмким, они с Чарли решают, что секретность и скорость — их лучший вариант. Узнав от Алана, что старый сарай на его территории можно переоборудовать без предварительного разрешения на перепланирование, Джереми решает открыть ресторан там. Тем не менее успех плана зависит от того, не возражает ли совет против объекта, а это означает, что почти вся работа должна быть завершена всего за 48 часов, чтобы предотвратить подачу официальной жалобы. Вместе с этим предпринимается последняя отчаянная попытка оплодотворить Пеппер, любимую корову Кларксона, ведь неудача может привести к трудному решению. |                                  |                 |
| 8 | «Climaxing» «Кульминация»        | 10 февраля 2023 |
| Кларксон и его команда должны работать усерднее, чем когда-либо, занимаясь секретными приготовлениями и договоренностями в последнюю минуту, чтобы обеспечить успех его ресторана. Однако неизбежные задержки и различные проблемы могут привести к тому, что совет закроет их навсегда. Окупятся ли их усилия или мечты Кларксона о рестораторстве обречены? |                                  |                 |

### Сезон 3 (2024)
| № | Название                    | Дата премьеры |
| - | --------------------------- | ------------- |
| 1 | «Unfarming» «Нефермерство»  | 3 мая 2024    |
| 2 | «Porking» «Свиноводство»    | 3 мая 2024    |
| 3 | «Jobbing» «Работенка»       | 3 мая 2024    |
| 4 | «Harrowing» «Боронование»   | 3 мая 2024    |
| 5 | «Healing» «Исцеление»       | 10 мая 2024   |
| 6 | «Mushrooming» «Сбор грибов» | 10 мая 2024   |
| 7 | «Parking» «Парковка»        | 10 мая 2024   |
| 8 | «Calculating» «Подсчеты»    | 10 мая 2024   |

### Сезон 4 (2025)
| № | Название                      | Дата премьеры |
| - | ----------------------------- | ------------- |
| 1 | «Solo-ing» «В одного»         | 23 мая 2025   |
| 2 | «Pubbing» «Паббинг»           | 23 мая 2025   |
| 3 | «Crawling» «Ползание»         | 23 мая 2025   |
| 4 | «Cottaging» «Коттеджинг»      | 23 мая 2025   |
| 5 | «Endgaming» «Эндшпиль»        | 30 мая 2025   |
| 6 | «Splurging» «Транжирничество» | 30 мая 2025   |
| 7 | «Hurrying» «Спешка»           | 6 июня 2025   |
| 8 | «Landlording» «Арендодатель»  | 6 июня 2025   |